# 杉山彩子
杉山 彩子（すぎやま あやこ、1965年12月6日 - ）は、静岡県御殿場市出身の女優。

## 人物・略歴
無名塾を経てデビュー。杉山 亜矢子名義で活動し、エーザイの胃腸薬「サクロン」のCM出演で脚光を浴びる。
以後ドラマ『あすなろ白書』『八丁堀の七人』、映画『ゴジラ・モスラ・キングギドラ 大怪獣総攻撃』『学校の怪談』などで主演やそれに準じる役で活躍した。
現在は演劇ユニット「SUPER COMPLEX」での舞台女優を主として活動を繰り広げている。

## 出演

### テレビドラマ
- はね駒（1986年、NHK）－すみ　役
- 世にも奇妙な物語 『カラオケBOX』（1991年、フジテレビ） - 主演 洋子 役
- 子供が寝たあとで 第2話「一緒に住もうよ！」（1992年4月25日、日本テレビ）
- あすなろ白書（1993年、フジテレビ） - 町田京子 役
- いつも心に太陽を（1994年、TBS） - 三橋良子 役
- 十時半睡事件帖 第21話「島定番」（1995年） - 浪江 役
- ぽっかぽか2（1995年、TBS） - 田口智子 役
- ミセスシンデレラ（1997年、フジテレビ） - 畑直美　役
- 月曜ドラマスペシャル（TBS）
  - 親子弁護士の探偵帖3（1997年） - 桂木さと子 役
  - 浅見光彦シリーズ11・「蜃気楼」（1998年） - 和泉冴子 役
- 火曜サスペンス劇場　救命救急センター（2000年 - 2002年、日本テレビ） - 津川初美 役
- 金曜エンタテイメント（フジテレビ）
  - お局探偵亜木子&みどりの旅情事件帳4（2001年） - 中平真梨子 役
  - 松本清張スペシャル・黒い樹海（2005年10月21日） - 斉藤彩華 役
- 救命病棟24時 第2シリーズ 第8話「運命的な出会い」（2001年、フジテレビ）
- 土曜ワイド劇場（テレビ朝日）
  - ドクVSデカ（2002年12月14日） - チーフ 役
  - 西村京太郎トラベルミステリー45・「超豪華寝台特急トワイライトエクスプレス殺人事件」（2006年1月7日） - 二宮ゆき/美奈子 ※二役
  - 「和菓子連続殺人事件」（2008年2月23日） - 水島翔子 役
- anego[アネゴ]（2005年、日本テレビ） - 数子 役
- はぐれ刑事純情派　PART16 第6話「潜入捜査！故郷を捨てた男と女」（2003年5月7日、テレビ朝日） - 中島昌代 役
- ハケンの品格 第6話（2007年、日本テレビ） - 合田妙子 役
- 蛙男商会のホラーナイト（2007年、MBS） - 弘子 役
- 相棒season7 第11話（2009年1月14日、テレビ朝日） - 藤堂玲子 役
- 女帝 薫子 第4話（2010年5月16日、テレビ朝日） - 鶴田喜和子 役
- 月曜ゴールデン 警視庁南平班〜七人の刑事〜2（2010年8月23日、TBS） - 神崎増美 役
- 最上の命医 第1話（2011年1月10日、テレビ東京） - 難病少年の母親 役
- 水曜ミステリー9 密会の宿9（2012年6月27日） - 坂本陽子 役
- LAST HOPE 第7話（2013年2月26日、フジテレビ） - 西村喜代美 役
- 警視庁ゼロ係〜生活安全課なんでも相談室〜 第5話（2016年2月12日、テレビ東京） - 利根川静江 役

### 映画
- うばわれた心臓（1985年・オリジナルビデオ・「杉山綾子」名義で主演）
- モンゴリアンB・B・Q（1990年）
- 学校の怪談（1995年、中村由美子役）
- 守ってあげたい!（2000年、班長：中蜂あやめ役）
- ゴジラ・モスラ・キングギドラ 大怪獣総攻撃（2001年、杉野役[1]）